# Recinte fortificat de Verges
El Recinte fortificat de Verges és un monument del municipi de Verges (Baix Empordà) declarat bé cultural d'interès nacional.

## Descripció
Encara que part de les antigues muralles de Verges han desaparegut, els elements conservats permeten seguir el traçat del recinte fortificat medieval. A Can Batlle es troba adossat per la part posterior un fragment de la muralla, una torre de la qual queda integrada a l'edifici. A la plaça Major hi ha restes de l'antic portal nord de la muralla, l'únic que es conserva. En canvi, són més nombroses les torres encara visibles del recinte fortificat, totes de planta quadrada excepte la situada a l'angle nord-oest, de secció circular. Així mateix, es poden observar llenços de mur en els sectors en què altres construccions no els han amagat o destruït. El conjunt conserva part de les espitlleres. En general, l'aparell emprat en la fortificació és de pedres rectangulars de dimensions diverses i poc treballades. Les torres presenten carreus més ben escairats als angles.

## Història
La bibliografia existent situa la fase principal de construcció del recinte fortificat de Verges entre els segles XIII-XIV. Sembla que la torre circular és de construcció posterior, dels segles XV-XVI. La vila de Verges fou possessió del comtat d'Empúries, i va ser emmurallada ben aviat per la seva importància com a baluard de defensa davant les pretensions del bisbat de Girona i els comtes-reis de Barcelona.
L'any 1385, les hosts reials, acompanyades per Bernat de Fortià -germà de la reina Sibil·la- posaren setge a Verges, on s'havien refugiat individus a sou, a les ordres del capità aventurer Bita, per defensar el comte d'Empúries, contra el poder reial. Al capdavall, Verges va rendir-se al rei. Durant la guerra de la Generalitat contra el rei Joan II, el castell de Verges restà colpit, en oferir resistència: els joanistes se n'apoderaren pel novembre del 1466 i pel juny del 1471. El sector de Verges ha estat escenari, posteriorment, de diverses conteses bèl·liques. Comenta l'historiador Torrent que "junto a la villa, dotada de buenas condiciones para su defensa, se alzaba un castillo que ofreció resitencia" al rei Joan II, motiu pel qual foren enderrocades, per l'artilleria, les defenses de dues torres i altres elements defensors de la muralla.
El 1078 compareix documentalment un vescomte de Verges: "Raimundus vicecomes de Virgines" o "Raimundo Guillielmi de Virgines". En les disputes freqüents entre els poders del bisbe de Girona i del comte d'Empúries, el "castrum de Virginibus" fou engatjat pel comte Hug IV, al bisbe Alemany, el 1225. A finals del s. XIII posseïa el castell i la vila de Verges, en feu del comte emporità, el noble Bernat Amat de Cardona. Aquest, el 1302 fou condemnat, pels tribunals reials, a perdre la vila de Verges. Del 1357 és una al·lusió de l'Infant Ramon Berenguer, comte d'Empúries, sobre el "castri nostri de Virginibus". El 1385, fou un dels castells posats a disposició dels mercenaris gascons i armanyaguesos, pel comte Joan I d'Empúries, en la seva lluita contra el rei Pere "el Cerimoniós". Verges constituí, amb la Tallada i Bellcaire d'Empordà, una circumscripció natural que fou anomenada baronia de Verges.